# 亀山ダム
亀山ダム（かめやまダム）は、千葉県君津市の二級河川・小櫃川に建設されたダム。
堤高34.5メートルの重力式コンクリートダムで、千葉県営の多目的ダムである。千葉県内の多目的ダムとしては最初に建造され、最大の総貯水容量をもつ。ダム湖の名称は亀山湖（かめやまこ）。

## 解説
1969年（昭和44年）に着工し、10年の歳月をかけて完成。東京ドーム12杯分に相当する1,475万m3の貯水量をもち、治水や飲料水確保に利用されている。
ダムの名称は、所在地のかつての自治体である亀山村（後に上総町を経て現：君津市）の名を残そうと名付けられた。

## 周辺
ダムおよびダム湖の亀山湖周辺は遊歩道や公園が整備され、ホテル等の宿泊施設やキャンプ場も存在する。
亀山湖ではヘラブナやブラックバスなどの釣りが盛んであり、専門の釣り雑誌や書籍などでたびたび取り上げられ、重要な観光資源となっている。
- 亀山温泉
- 国道465号
- JR久留里線 上総亀山駅
- 三石山観音寺

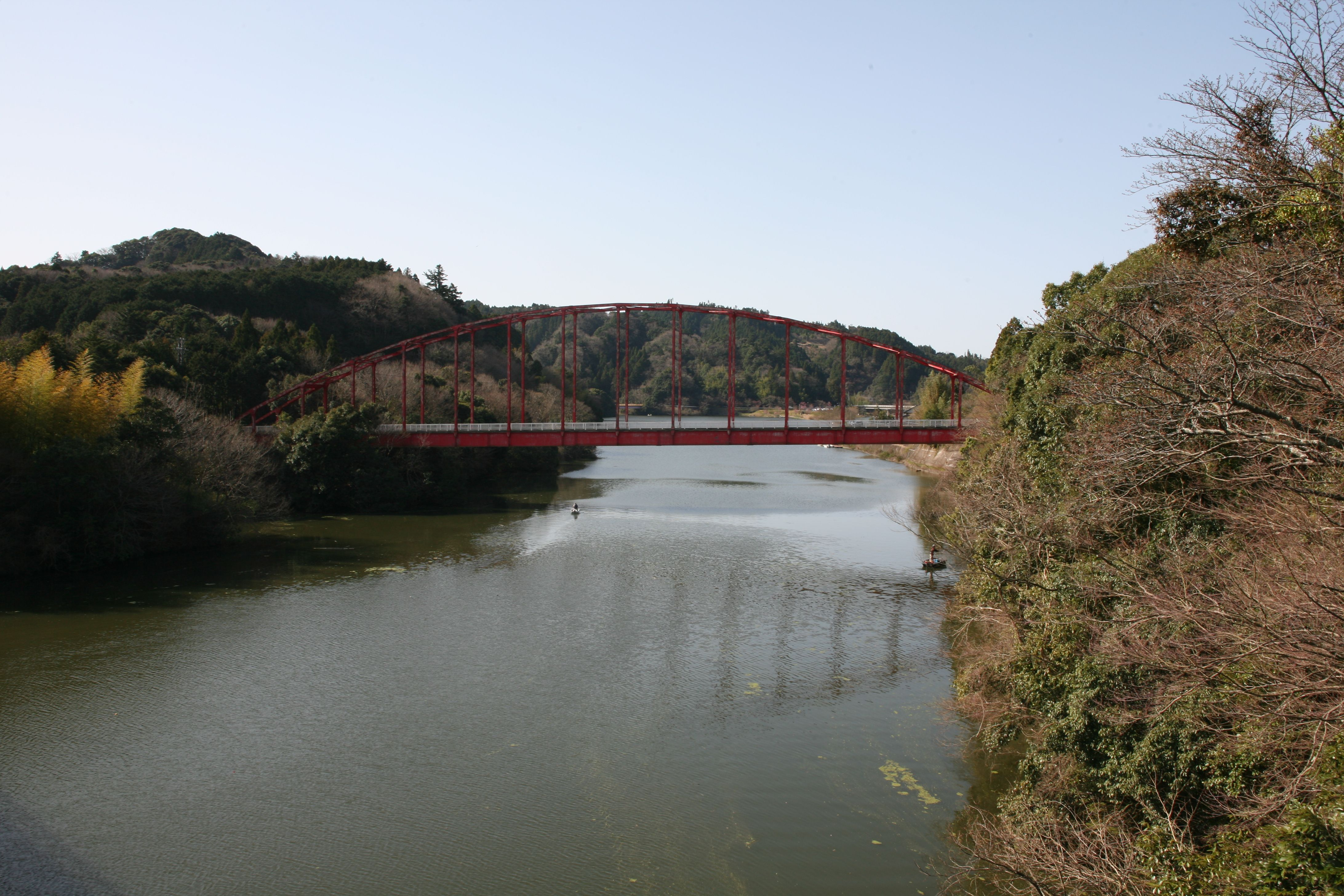
亀山湖